# Vortesteinen
Vortesteinen är en kulle i Antarktis. Den ligger i Östantarktis. Norge gör anspråk på området. Toppen på Vortesteinen är 1 730 meter över havet.
Terrängen runt Vortesteinen är platt österut, men västerut är den kuperad. Trakten är obefolkad. Det finns inga samhällen i närheten.